# Секки, Анджело

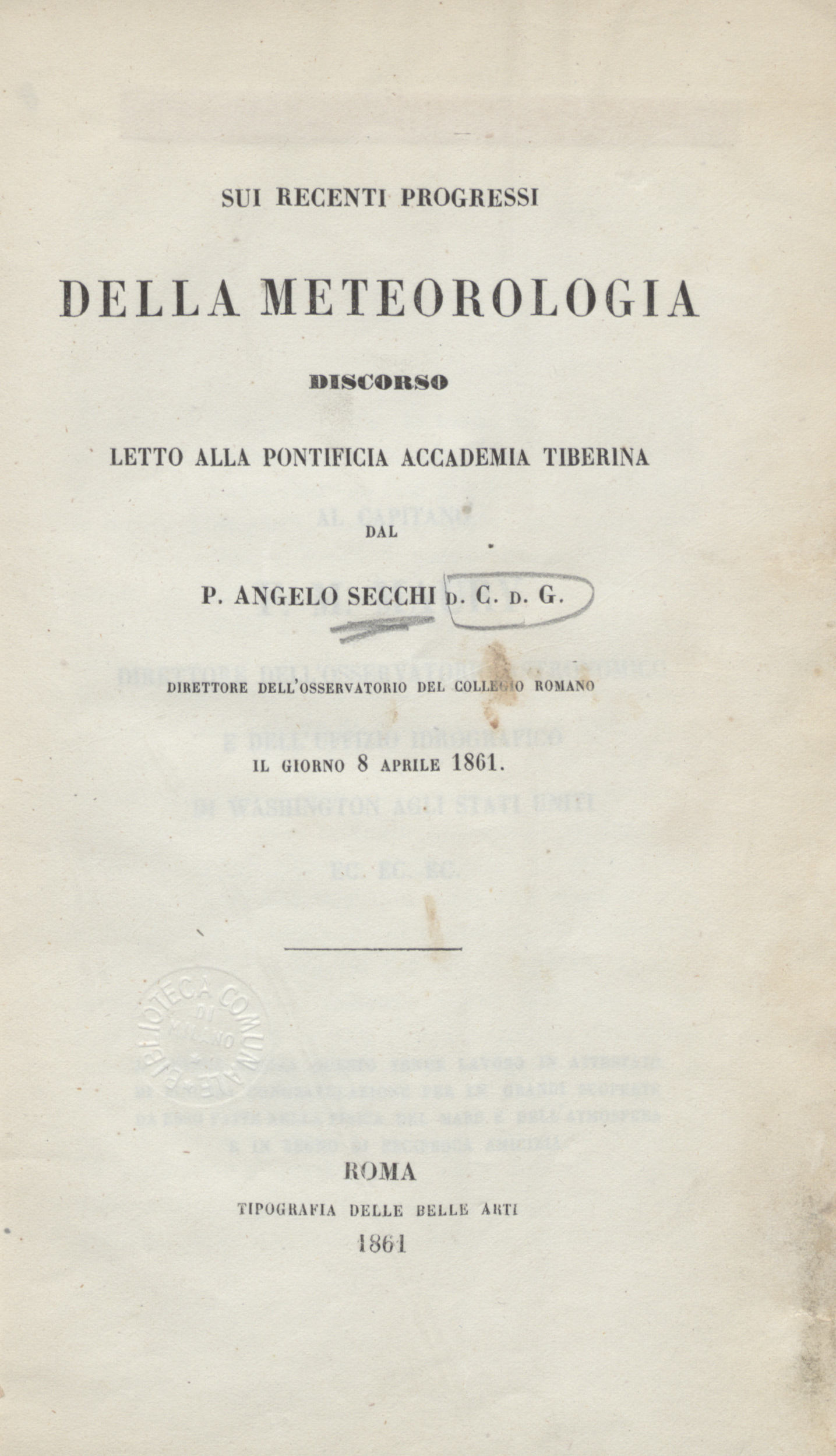
Sui recenti progressi della meteorologia (1861)

А́нджело Се́кки, полное имя — Анджело Франческо Игнацио Бальдассарре Секки (итал. Angelo Francesco Ignazio Baldassarre Secchi) (28 июня 1818 — 26 февраля 1878) — итальянский священник и астроном.
С 1833 года был членом ордена иезуитов. С 1839 года преподавал физику и математику в иезуитском колледже в Лорето, в 1844 году вернулся в Рим. Когда в 1848 году иезуиты были изгнаны из Рима, Секки отправился вначале в Англию, где преподавал в колледже Стоунихерст, а затем в США, где некоторое время был преподавателем в Джорджтаунском университете. Благодаря своей репутации астронома в 1849 году он смог вернуться в Рим, где занял пост профессора астрономии и директора обсерватории Римского колледжа. По его инициативе была построена новая обсерватория, в которой велись исследования звёздной спектроскопии, метеорологии и земного магнетизма.
Секки был также директором обсерватории Папского Григорианского университета. Член Парижской Академии наук, иностранный член-корреспондент Петербургской Академии наук.
Среди астрономов Секки получил неофициальный титул «отца астрофизики». Он изучал звёздные спектры и первым выдвинул идею классификации звёзд по их спектрам, на основе которой позднее была создана так называемая Гарвардская классификация. Первым в истории экспериментально доказал, что Солнце является звездой. В 1865 разработал диск Секки для определения прозрачности воды.
В честь Анджело Секки названы 223-километровый кратер на Марсе и 22-километровый кратер на Луне (от последнего получили имя близлежащие горы Секки и борозды Секки), астероиды (4705) Секки, открытый в 1988 году, и (306) Юнитас (название его книги), открытый в 1891 году. Его памяти посвящено одно из самых известных стихотворений Арсения Тарковского.